# Надропарин кальция
Надропарин (торговые названия Fraxiparin[e], Fraxodi, среди прочих) представляет собой антикоагулянт, принадлежащий к классу препаратов, называемых низкомолекулярными гепаринами (НМГ). Надропарин был разработан Sanofi-Synthélabo.
Препарат применяется в общей и ортопедической хирургии для профилактики тромбоэмболических нарушений (тромбоз глубоких вен и тромбоэмболия легочной артерии), а также для лечения тромбоза глубоких вен (ТГВ). Кроме того, он используется для предотвращения свертывания крови во время гемодиализа и для лечения нестабильной стенокардии и инфаркта миокарда без зубца Q.
Для лечения и профилактики ТГВ препарат вводят инъекцией (под кожу), обычно вокруг желудка. Инъекции делают один или два раза в день в зависимости от состояния.